# Danau Sarang Elang
Danau Sarang Elang is een bestuurslaag in het regentschap Muaro Jambi van de provincie Jambi, Indonesië. Danau Sarang Elang telt 872 inwoners (volkstelling 2010).